# Alonso Mudarra

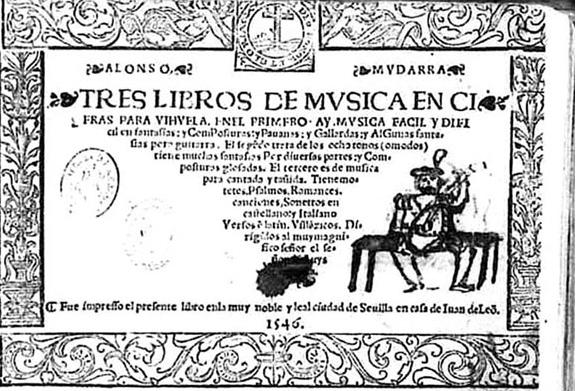
Première page du recueil Tres libros de música en cifra para vihuela 1546.

Alonso Mudarra (né vers 1510 et mort à Séville le 1er avril 1580) est un vihueliste, guitariste et compositeur espagnol. Il est l'un des premiers compositeurs à publier des œuvres pour guitare.

## Biographie
Bien que le lieu et la date de sa naissance soient indéterminés, on sait que Alonso Mudarra a grandi dans la ville  de Guadalajara où il reçoit un enseignement musical. Dans les années 1530, il s'exile en Italie comme musicien à la cour de l'empereur Charles Quint. De retour en Espagne, Alonso Mudarra sera nommé chanoine de la cathédrale de Séville en 1546, poste qu'il occupera jusqu'à sa mort.

## Œuvres
Mudarra publie à Séville en 1546 Tres libros de musica en cifra para vihuela, un recueil de 77 pièces en tablatures : 44 pièces pour vihuela seule, 26 avec chant, 6 pièces pour guitare seule ainsi qu'une pièce pour harpe ou orgue.